# 消せない「私」〜炎上しつづけるデジタルタトゥー〜
『消せない「私」〜炎上しつづけるデジタルタトゥー〜』（けせないわたし えんじょうしつづけるデジタルタトゥー）は、黒田しのぶによる日本の漫画作品。ぶんか社の電子雑誌『ダークネスな女たち』にて、Vol.44からVol.71まで連載された。
ぶんか社・大手電子書籍配信サイト女性ランキング上位の人気作で、単行本が2023年12月にぶんか社より1、2巻同時に刊行された。
主人公の硝子は高校時代に同級生の藍里から罠にはめられて仲間の男子から暴行され、その画像をネットに投稿・拡散されてしまう。放火により家も両親も失い、消せないデジタルタトゥーを刻まれた硝子が数年の時を経て、藍里たちに復讐していく姿が描かれる。
2024年1月より、日本テレビにてテレビドラマが放送された。

## あらすじ
10年前、灰原硝子は人見知りな性格の平凡な女子高校生だった。ある日、原宿で待ち合わせしていた友人・砂川より子が急に来られなくなり、1人でクレープの店に入ったが、スリ被害に遭って困惑していた。そんな時にカリスマ美容系動画配信者の徳道仁と出会ってメイクモデルのバイトを依頼され、勧められた「コスメ初心者のJKブログ」を始める。
硝子はファッション誌『nana』に載ったりして、次第に有名になっていくが、同級生の海崎藍里に妬まれて罠にはまり、大桃武に暴行され、その現場を青嶋みちるが撮影、デマを書き込んで投稿されてしまう。
レイプ画像はさらに拡散され住所も晒されたため、硝子の自宅の周りにも野次馬がうろつき始め、迷惑系配信者の綿貫健が硝子にしつこく付きまとったあげく放火し、硝子の家は全焼、両親も死亡してしまう。
両親も家も失った硝子は高校を退学し、三重県の奥地に住む母方の祖母に引き取られるが、精神のバランスを崩した硝子は幻覚が見え、過食を繰り返した。引きこもって、祖母の厄介者となって数年がたったある日、テレビで成人式が取り上げられ、藍里たち4人が何事もなかったように嬉しそうにインタビューに答えていた。その場面を見た硝子は「お前らを許さない! 絶対に復讐してやる!」と決意する。

## 登場人物

### 主要人物
灰原 硝子（はいばら しょうこ）
人見知りで平凡な女子高生だったが、仁からメイクを教えてもらい、勧められた「コスメ初心者のJKブログ」を始める。
ファッション誌に出るなど有名になった硝子を妬んだ藍里たちの罠により暴行され、その動画とともにデマをネットで拡散され炎上し、すべてを失う。
徳道 仁（とくみち じん）
美容師。復讐の協力者。元美容系動画配信者でカリスマ的人気があったが、現在はあまり表舞台には出ていない。
10年前、原宿で偶然会った硝子がスリ被害に遭い、困惑している時にメイクモデルのバイトを依頼したのが全ての始まりである。

### 硝子の復讐相手
ドラマ版には伊豆が登場しないため復讐の対象は4人になっており綿貫が最後の標的である。
海崎 藍里（うみさき あいり）
26歳。硝子の高校の同級生。自分より目立ち始めた硝子に嫉妬し、暴行事件の計画を立てた主犯者。見栄っ張りで歪んだ性格の持ち主。
現在は都内の中小企業で経理部でOLをしているが、自分勝手な振る舞いが多く、同性からの評価はすこぶる悪い。結婚相手への理想が異常に高い。
青嶋 みちる（あおしま みちる）
硝子の高校の同級生で藍里の取り巻き。硝子の暴行事件では動画を撮影しネットで拡散させている。
大桃 武（おおもも たけし）
硝子の高校の同級生。サッカー部の1年で唯一のレギュラー。暴行事件の実行犯。
現在は大手企業の営業部のエース。社内でも有名な愛妻家で可愛い娘がいるが、複数の女性と浮気をしている。
伊豆 太郎（いず たろう）
硝子の高校の同級生で武の取り巻き。
綿貫 健（わたぬき けん）
迷惑系配信者。硝子への暴行事件の際に硝子の元に現れ、しつこく声をかけていた。
硝子の姿が見えないから炙り出そうとなどと言って、硝子の家に放火をしている。

### 硝子の家族・関係者
硝子の父
とても心配性で、硝子が危ない目に合わないか常に気にかけていた。放火で亡くなってしまう。
硝子の母
娘思いで優しく、硝子のことを常に気にかけていた。放火で亡くなってしまう。
硝子の祖母
三重県の奥地に住む母方の祖母。両親と家を失った硝子を呼び寄せるが、引きこもって過食になった彼女に手を焼く。
暴行事件についても、硝子が援交していたというデマを信じて自業自得などと考えている。ドラマ版でも硝子は祖母の家に引き取られたが、祖母は直接登場はしない。
砂川 より子（すながわ よりこ）
捜査一課の刑事。硝子とは中学時代の同級生で親友。
高校1年の時に硝子との待ち合わせに来れなかったことが硝子と仁が出会うきっかけとなっている。
硝子の事件の時に何もできなかった事を後悔しており、悲しい思いをする人を救いたいという思いから警察官になった。

### 仁の関係者
ソラ
仁の部下。仁の経営するホストクラブ「イフリート」で働くナンバーワンホスト。硝子のみちるに対する復讐の協力者となる。

### その他
海崎 淑恵（うみさき としえ）
藍里の母。娘の藍里との親子関係はうまくいっておらず、お金に貪欲で藍里に金をせびる毒親。
米沢 俊介（よねざわ しゅんすけ）
有名アパレルブランド「アナスン」代表。藍里と業務上のパーティーで知り合う。

## 書誌情報
- 黒田しのぶ 『消せない「私」〜炎上しつづけるデジタルタトゥー〜』 ぶんか社〈ぶんか社コミックス〉、全4巻
  1. 2023年12月15日発売[8]、ISBN 978-4-8211-5750-1
  2. 2023年12月15日発売[9]、ISBN 978-4-8211-5751-8
  3. 2024年1月17日発売[10]、ISBN 978-4-8211-5752-5
  4. 2024年3月15日発売[11]、ISBN 978-4-8211-5753-2

## テレビドラマ
『消せない「私」-復讐の連鎖-』（けせないわたし ふくしゅうのれんさ）のタイトルで、2024年1月6日（5日深夜）から3月30日（29日深夜）まで日本テレビの「金曜ドラマDEEP」枠で放送された。主演は連続ドラマ初主演の志田彩良。

### キャスト

#### 主要人物（テレビドラマ）
灰原硝子（はいばら しょうこ）
演 - 志田彩良（幼少期：中田莉梨）
復讐を誓った主人公。平凡な女子高生だったが、徳道と知り合い、動画に出たことがきっかけで一躍有名人になる。
だが、硝子を妬んだ海崎たちの罠により暴行され、その動画とともにデマをネットで拡散され炎上してしまう。
徳道仁（とくみち じん）
演 - 本郷奏多
美容系動画配信者をしていた。現在は飲食店やホストクラブなど様々な事業を行う経営者。
10年前に硝子のメイクやファッションをプロデュースして動画に出演させたため、炎上事件を招いた責任を感じて、復讐に協力することになる。

#### 硝子の復讐相手（テレビドラマ）
海崎藍里（うみさき あいり）
演 - 吉本実憂
硝子の高校の同級生。自分より目立ち始めた硝子に嫉妬し、暴行事件の計画を立てた主犯者。
青嶋みちる（あおしま みちる）
演 - 小日向ゆか
硝子の高校の同級生で藍里の取り巻き。硝子の暴行事件の現場の様子を撮影し、動画が炎上するよう仕組む。
大桃武（おおもも たけし）
演 - 芳村宗治郎
硝子の高校の同級生でサッカー部のエース。暴行事件の実行犯。
綿貫健（わたぬき けん）
演 - 柄本時生
迷惑系配信者。硝子への暴行事件の際に硝子の元に現れ、しつこく声をかけていた。

#### 硝子の関係者・家族（テレビドラマ）
砂川より子（すながわ よりこ）
演 - 片山友希
捜査一課の刑事。硝子とは中学の同級生以来の親友。
10年前硝子に何もできなかったことを後悔し、現在は硝子のような人を助けるために警察官になっている。
灰原沙織
演 - 中山さおり
硝子の母。娘思いで優しく、硝子のことを常に気にかけている。
灰原篤彦
演 - 斉藤陽一郎
硝子の父。娘思いでとても心配性。

#### 仁の関係者（テレビドラマ）
ソラ
演 - 阿佐辰美
徳道の部下。徳道の経営するホストクラブ「イフリート」で働くホスト。硝子の復讐の協力者となる。

#### その他（テレビドラマ）
海崎淑恵（うみさき としえ）
演 - 中島ひろ子
藍里の母。藍里に金をせびる毒親。暴行事件後に藍里たちを連れて脅しまがいの謝罪にやって来る。

#### ゲスト

##### 第1話
カフェの店員
演 - 神倉千晶
硝子と仁が訪れた店の店員。硝子が財布をすられ困っているところに仁が現れ、代わりに支払いをする。

##### 第2話
参加者
演 - 野口香里（役名：金原亜由美）、湊川えみ、坂口和也（役名：明田孝司）
婚活パーティの参加者。
高田京太
演 - ジョーナカムラ
婚活パーティの参加者。自称・医者。「女はクリスマスケーキ」と言って藍里を怒らせる。実は硝子に雇われていた。
スタッフ
演 - 柳鶴誠
婚活パーティのスタッフ。
部長
演 - 橋本恵一郎（第3話）
藍里の上司。
同僚
演 - 千田紗由美（第3話）
藍里の同僚。
米沢俊介
演 - 安井順平（第3話）
アパレル「anasun」の社長。「SONEYAMA HOLDINGS」のパーティで藍里と知り合う。

##### 第3話
司会
演 - あいだあい
藍里と米沢の結婚パーティの司会。

##### 第4話
大桃実里
演 - 岡本玲（第5話・第6話）
武の妻。弁護士。
大桃藤乃
演 - 泉谷星奈（第5話・第6話）
武の娘。
硝子が雇った男性
演 - 今田竜人
硝子が藍里の結婚式で流す暴露動画の撮影のために雇った男性。
一流銀行勤務の偽名の名刺を持ち、マッチングサイトを通じて藍里と接触した。
講演会参加の女性
演 - 福原稚菜
実里の講演会の参加者。質問があると実里を呼び止める。
猿渡祐司
演 - 小久保寿人（第5話・第6話）
「ソーレ食品営業部」での大桃武の上司。定例報告をした武を褒める。
警備員
演 - プリティ望
武の会社の前で張り込んでいた硝子を不審に思い「朝からずっといますよね」と声をかける。

##### 第5話
犬養
演 - 内藤秀一郎（第6話）
「ソーレ食品営業部」での大桃武の同僚。
雉間
演 - 吉田茉椰（第6話）
「ソーレ食品営業部」での大桃武の部下かつ不倫相手。
警察官
演 - 東康仁
通報を受けて「イフリート」に事情を聞きに現れた警察官。

##### 第6話
みな、ひとみ
演 - 十束るう、藤田こずえ
大桃武にクスリを盛られ、不同意性交および脅迫されていた女性たち。

##### 第7話
谷口
演 - 佐久本宝（第9話 - 最終話）
砂川より子の同僚刑事。

##### 第8話
ハルト
演 - 木田佳介
ソラの同僚の「イフリート」のホスト。クレジット・カードが総て利用停止になったみちるに、闇金「プラチナキャッシュ」を紹介する。
同僚
演 - みゅう、山田菜子、河北茉子
みちるの同僚。同僚にマルチを勧め、会社の備品をフリマサイトに横流ししているみちるを責める。

##### 第9話
看護師
演 - 澤村菜央（第10話）
入院中の海崎藍里を担当する看護師。
役所の職員
演 - 藤山ケイジ（第1話・第10話・第11話）
硝子がパスポート用に戸籍謄本取得に訪れた役所の職員。硝子は戸籍謄本から自分が特別養子縁組で灰原家の養女になっていたことを知る。

##### 第11話
氷室海智子
演 - 高田和加子（第12話・最終話）
灰原硝子の実母。25年前の殺人事件の被疑者。10年前に医療刑務所で病死している。

##### 最終話
高校生
演 - 芳賀千咲、細梅琉鈴葉、大海ここな、中田葵月
灰原硝子の噂話をする高校生たち。

### スタッフ
- 原作 - 黒田しのぶ『消せない「私」〜炎上しつづけるデジタルタトゥー〜』（ぶんか社）[34]
- 脚本 - 烏丸棗[34]
- 音楽 - 會田茂一、コバスリー、武田侑士、冨岡皓雲、LUO YA JHE、Yoshitaka S.T.[34]
- 主題歌 - NAQT VANE「Break Free」（avex trax）[35]
- 挿入歌 - NAQT VANE「Rust」（avex trax）[35]
- 演出 - 中茎強、岡本充史、田原秀雄[34]
- 制作 - 下村忠文[34]
- プロデュース - 明石広人[34]
- プロデューサー - 伊藤裕史、福井芽衣（AX-ON）[34]
- 制作協力 - AX-ON[34]
- 製作著作 - 日本テレビ

### 放送日程
| 各話   | 放送日  | サブタイトル                      | 演出     |
| ------ | ------- | --------------------------------- | -------- |
| 第1話  | 1月06日 | 復讐だけが、私を幸せにする。      | 中茎強   |
| 第2話  | 1月13日 | 身分を偽り、憎き相手に近づく―     | 中茎強   |
| 第3話  | 1月20日 | 地獄に堕ちる最悪な花嫁            | 中茎強   |
| 第4話  | 1月27日 | 立ち塞がる壁は…過去の恩人         | 岡本充史 |
| 第5話  | 2月03日 | 協力者を得て加速する復讐劇        | 岡本充史 |
| 第6話  | 2月10日 | 幸せの絶頂から、クズ男を叩き落す! | 岡本充史 |
| 第7話  | 2月17日 | 最後の一人を、地獄へ              | 田原秀雄 |
| 第8話  | 2月24日 | 直接対決!堕ちろ、幸せの沼         | 田原秀雄 |
| 第9話  | 3月02日 | 最終章突入!地獄からあの女が…      | 岡本充史 |
| 第10話 | 3月09日 | 暴走するモンスターに、裁きを!     | 中茎強   |
| 第11話 | 3月16日 | 驚愕の真実が…明らかになる!        | 中茎強   |
| 第12話 | 3月23日 | 壮絶なクライマックスの幕開け      | 中茎強   |
| 最終話 | 3月30日 | SNS時代に問う…魂のメッセージ      | 中茎強   |

- 初回は前日放送の金曜ロードショー『千と千尋の神隠し』（21時 - 23時34分）[37]に伴う特別編成の関係で40分繰り下げられ、1時10分 - 1時39分に放送された[34]。
- 第2話は前日放送の金曜ロードショー『ハリー・ポッターと賢者の石』（21時 - 23時24分）[38]に伴う特別編成の関係で30分繰り下げられ、1時 - 1時29分に放送された。
- 第3話は前日放送の金曜ロードショー『ハリー・ポッターと秘密の部屋』（21時 - 23時24分）[38]に伴う特別編成の関係で30分繰り下げられ、1時 - 1時29分に放送された。
- 第4話は前日放送の金曜ロードショー『ハリー・ポッターとアズカバンの囚人』（21時 - 23時24分）[38]に伴う特別編成の関係で30分繰り下げられ、1時 - 1時29分に放送された。
- 第5話は前日放送の金曜ロードショー『ファンタスティック・ビーストとダンブルドアの秘密』（21時 - 23時44分）[39]に伴う特別編成の関係で50分繰り下げられ、1時20分 - 1時49分に放送された。
- 第6話は前日放送の金曜ロードショー『かがみの孤城』（21時 - 23時9分）[40]に伴う特別編成の関係で15分繰り下げられ、0時45分 - 1時14分に放送された。
- 第9話は前日放送の金曜ロードショー『アラジン』（21時 - 23時14分）に伴う特別編成の関係で20分繰り下げられ、0時50分 - 1時19分に放送された。
- 第12話前日放送の『サッカーU-23日本代表 国際強化試合  日本× マリ』（19時20分 - 21時24分）と金曜ロードショー『魔女の宅急便』（21時30分 - 23時39分）に伴う特別編成の関係で45分繰り下げられ、1時15分 - 1時44分に放送された。
- 最終話は前日放送の『DRAMATIC BASEBALL 2024「巨人×阪神 開幕戦」』（18時10分 - 21時19分）と金曜ロードショー『ゴーストバスターズ/アフターライフ』（21時25分 - 23時34分）に伴う特別編成の関係で40分繰り下げられ、1時10分 - 1時39分に放送された。

### スピンオフドラマ

#### TVerオリジナルストーリー
本編第1話の放送終了後から配信中。脚本は川滿佐和子。

##### 配信日程（TVerオリジナルストーリー）
| 話数 | 配信日  | サブタイトル               |
| ---- | ------- | -------------------------- |
| #1   | 1月06日 | 10年前・硝子の「夢」       |
| #2   | 1月13日 | 10年前・徳道の「想い」     |
| #3   | 1月20日 | 復讐される者たちの「復讐」 |
| #4   | 1月27日 | 復讐の協力者たちの「物語」 |
| #5   | 2月03日 | 10年前・硝子の「笑顔」     |

#### Huluオリジナルストーリー
『過去からの復讐者』（かこからのふくしゅうしゃ）のタイトルで、動画配信サービス「Hulu」にて、3月30日の最終話放送後から配信された。衝撃的な結末を迎えた最終話から15年後の物語を描いている。

##### キャスト（過去からの復讐者）
- 灰原硝子 - 志田彩良
- 徳道仁 - 本郷奏多
- 大桃藤乃 - 渡邉美穂
- 高校生 - 芳賀千咲、細梅琉鈴葉、大海ここな、中田葵月

##### スタッフ（過去からの復讐者）
- 原作 - 黒田しのぶ『消せない「私」〜炎上しつづけるデジタルタトゥー〜』（ぶんか社）
- 脚本 - 川滿佐和子
- 音楽 - 會田茂一、コバスリー、武田侑士、冨岡皓雲、LUO YA JHE、Yoshitaka S.T.
- 主題歌 - NAQT VANE「Break Free」(avex trax)
- 挿入歌 - NAQT VANE「Rust」(avex trax)
- 演出 - 中茎強
- 制作 - 下村忠文
- プロデュース - 明石広人
- プロデューサー - 伊藤裕史、福井芽衣（AX-ON）
- 制作協力- AX-ON
- 製作著作 - 日本テレビ

| 日本テレビ系 金曜ドラマDEEP                       | 日本テレビ系 金曜ドラマDEEP                           | 日本テレビ系 金曜ドラマDEEP                                            |
| 前番組                                            | 番組名                                                | 次番組                                                                 |
| ------------------------------------------------- | ----------------------------------------------------- | ---------------------------------------------------------------------- |
| 秘密を持った少年たち （2023年10月7日 - 12月23日） | 消せない「私」-復讐の連鎖- （2024年1月6日 - 3月30日） | 肝臓を奪われた妻 （2024年4月3日 - 6月26日） - 水曜日（火曜深夜）へ移動 |